# Perceval ou le Conte du Graal

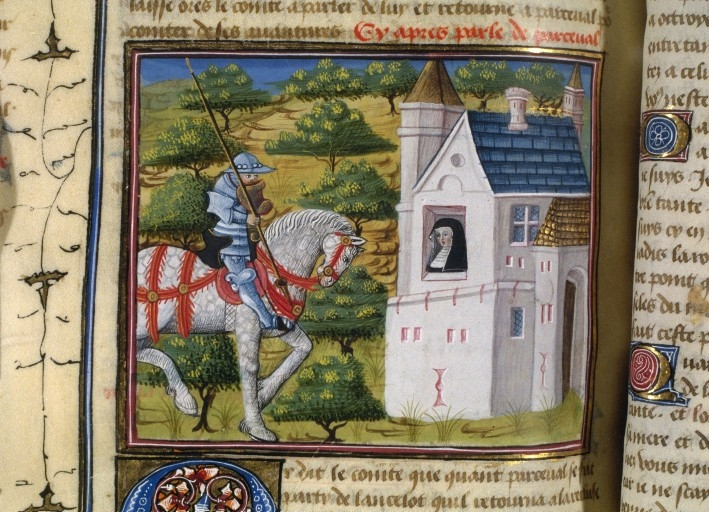
Perceval aan het klooster (middeleeuws manuscript, 15e eeuw)

Perceval ou le Conte du Graal is een invloedrijke Franse roman uit de 12e eeuw, geschreven door Chrétien de Troyes. Het is het eerste werk waarin de Heilige Graal voorkomt. Door de eeuwen heen is de tekst ontelbare keren bewerkt, herschreven, verfilmd en bediscussieerd. De Perceval geldt als een van de absolute hoogtepunten van de middeleeuwse literatuur.
Het onvoltooide werk is opgedragen aan de Vlaamse graaf Filips van den Elzas, die Chrétien de Troyes in 1183 meegenomen had naar Gent en geïnstalleerd in de Sint-Pietersabdij. De auteur gaf aan dat hij werkte op basis van een boek aangeleverd door de graaf. Als hierin geen puur vormelijke erkenning van auctoritas moet worden gelezen, is het Gentse graalboek in elk geval verloren gegaan,

## Verhaal

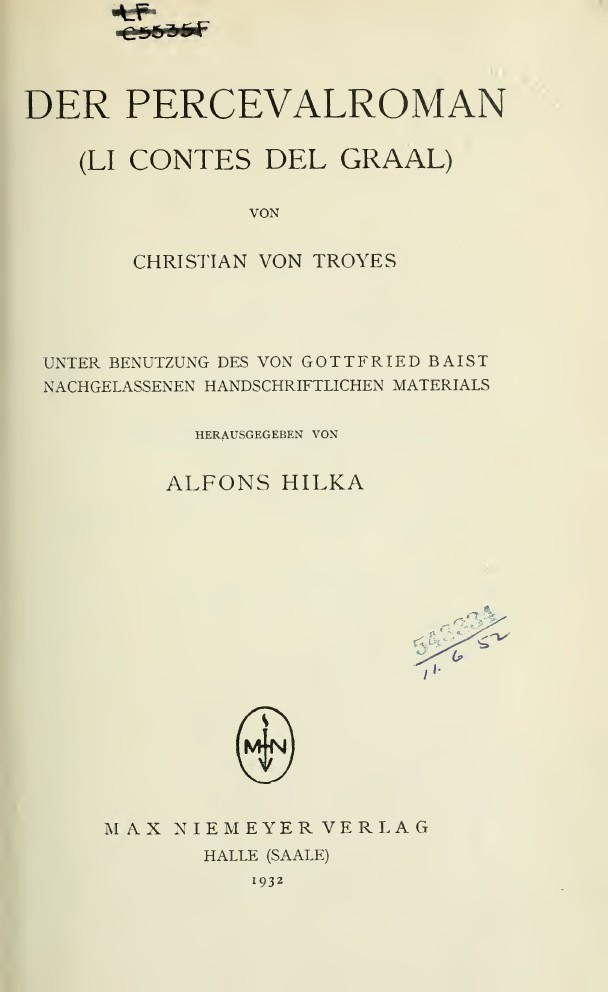
Roman de Perceval, 1932

In de Perceval slaagt Chrétien erin twee aparte verhaallijnen met elkaar te verbinden. De bekendste verhaallijn is natuurlijk die van de jonge, naïeve Perceval. Deze lijn wordt gecontrasteerd door het verhaal van de geslaagde ridder Gauvain (in het Nederlands bekend als Walewein).
Chrétien laat de Perceval niet, zoals gebruikelijk, aan het hof van koning Arthur beginnen, maar opent daarentegen op een afgelegen, onhoofse plek. Hier woont Perceval met zijn moeder, die haar zoon in onwetendheid wil opvoeden, om te voorkomen dat hij ooit ridder zal worden. Haar man en haar andere zoons waren namelijk wel ridder geworden en hen had ze niet meer levend teruggezien. Als Perceval onverwachts toch met de riddercultuur wordt geconfronteerd, kondigt hij aan een zwerftocht te willen ondernemen om uiteindelijk ridder te worden. Zijn moeder kan hem van dit plan niet afbrengen en laat hem gaan, na hem drie adviezen gegeven te hebben: ten eerste moet hij alle vrouwen die hij tegenkomt respecteren, ten tweede moet hij omgaan met goede mannen en ten derde moet hij God blijven eren.
Perceval is onwetend en naïef. Gekleed in allesbehalve ridderlijk kostuum begint hij aan zijn zwerftocht, op weg naar het hof van koning Arthur. Tijdens zijn omzwervingen begaat Perceval grote blunders, die hem telkens een levensles leren. Perceval wordt tot ridder geslagen door Gornemant, die hem leert vooral geen vragen te stellen. Verder ontmoet hij Blanchefleur, het nichtje van Gornemant, die hem leert wat liefde is. Gornemants advies geen vragen meer te stellen neemt Perceval tijdens zijn verblijf in de Graalburcht te letterlijk: als hij hier wordt geconfronteerd met de Heilige Graal, zwijgt hij, terwijl hij een vraag had moeten stellen (zie onder). Perceval verlaat zonder iets wijzer te zijn geworden de Graalburcht en begint aan een vijf jaar durende zwerftocht waarin hij zichzelf leert kennen.
Gauvain is in zekere zin de tegenpool van Perceval. Waar Perceval de naïeve jongeling is die tot ridder wordt geslagen, daar is Gauvain de gearriveerde ridder die in een onhoofse omgeving belandt. Gauvain komt echter, net als Perceval, tijdens zijn zwerftochten meer over zichzelf te weten. Hij belegert een kasteel om er zijn moeder en grootmoeder uit te bevrijden, maar bevrijdt ook zijn zuster, van wier bestaan hij tot dan toe niet op de hoogte was. Hoewel Gauvain er - in tegenstelling tot Perceval - in slaagt een "mysterieus kasteel" te veroveren, heeft hij hier niet veel plezier aan doordat hij vervolgens in dit kasteel moet blijven. De figuur van Gauvain krijgt er een ironische lading door.
Het verhaal keert terug bij Perceval als die een heremiet ontmoet die hem terugbrengt bij zijn christelijk geloof, dat Perceval was gaan verwaarlozen. De heremiet verklaart het geheim van de Graal. Perceval krijgt nieuwe energie en is vastbesloten de Graal te zoeken.
Het verhaal keert nu weer terug naar Gauvain, met de belofte dat de verteller weldra weer bij Perceval zal terugkeren. Dit gebeurt niet: het boek eindigt vrij abrupt zonder dat duidelijk is hoe het met de personages zal aflopen.

## Duiding
Eeuwenlang is er over de Perceval gediscussieerd, niet alleen door literatuurcritici, maar ook door schatzoekers (die hoopten dat het boek ze de weg zou wijzen naar de Graal), historici en taalkundigen. Ook tegenwoordig nog houdt het verhaal van Perceval en de Graal mensen bezig, wat blijkt uit de hedendaagse bewerkingen en verfilmingen rond dit onderwerp. Perceval ou le Conte du Graal is een moeilijk te duiden boek dat een mystieke, eigen sfeer ademt.

### Voltooid of onvoltooid?
Zoals bij de samenvatting van de inhoud duidelijk werd oogt de Perceval als een onvoltooid boek. Er wordt wel verondersteld dat Chrétien tijdens het schrijven van zijn meesterwerk is gestorven en het daarom nooit heeft kunnen voltooien. Latere bewerkers hebben dan ook steeds geprobeerd een bevredigend einde voor het verhaal te vinden.
Het is ook mogelijk de Perceval wel degelijk als voltooid te zien. De schijnbare onvoltooidheid van het boek is dan een bewuste keuze van de auteur, die hiermee het mystieke aan het hele verhaal nog eens onderstreept. Deze benaderingswijze is zeker niet probleemloos, maar ze is wel de nuchterste: de tekst die we nu voor ons hebben, de tekst ook die eeuwenlang tot zoveel controverse heeft geleid, is nu eenmaal zoals ze is, en alleen in die vorm valt ze aan literatuurwetenschappelijk onderzoek te onderwerpen.

### DePercevalals immram
Chrétien maakte voor zijn Perceval gebruik van verhaalelementen uit de Keltische traditie, de zogenoemde Matière de Bretagne. Dit laat zich ook al aan de opbouw van het verhaal afleiden. De leerrijke zwerftochten van Gauvain en Perceval doen denken aan de Keltische immrama of "rondroeiingen": verhalen waarbij een held door een zwerftocht over zee in de Andere Wereld terechtkomt en hier wijzer van wordt.
Hoewel de Perceval op het land speelt, zijn er allerlei elementen in de Perceval die het verhaal de uitstraling van een immram geven. De held gaat als het ware van "eiland naar eiland", en deze eilanden - bijvoorbeeld dat van de Graalburcht - lijken in de Andere Wereld te staan. Er zijn ook specifiekere immram-elementen aan te wijzen, zoals de rol van Percevals moeder, die niet wil dat haar zoon ridder wordt en hem daarom dom houdt. Dit doet denken aan het topos van de moeder die niet wil dat haar zoon naar zee gaat.
Het is typisch voor het oeuvre van Chrétien de Troyes dat Keltische elementen met andere, eerder christelijke elementen worden verbonden. Juist hierin lijkt een deel van de mysterieuze aantrekkingskracht van de Perceval te zitten.

### De betekenis van de Graal
Perceval wordt met de Graal geconfronteerd tijdens zijn bezoek aan de Graalburcht, het kasteel van de Roi Pêcheur, de Visserkoning. De Graal komt voorbij in een lange stoet van etenswaren. In de Graal zit een hostie die aan de vader van de Visserkoning te eten wordt gegeven. Iets anders eet deze niet.
De Graal wordt door Perceval nadrukkelijk als een graal beleefd, een schaal. Perceval beseft niet dat de Graal iets bijzonders is. Hij laat na iets over de Graal te vragen. Later wordt duidelijk dat hij dit juist wel had moeten doen. Door te vragen zou hij de betovering in de Graalburcht verbroken hebben, een betovering die de bewoners van de Graalburcht nu in zekere zin gevangen houdt.
Chrétien beschrijft de Graal als een gouden, met edelstenen versierde schaal. De Graal wordt gedragen door een mooi, blond meisje en bevat de bijzondere hostie, die in staat is de vader van de Visserkoning te voeden. Bij Chrétien is de Graal nog zeker niet wat er in latere werken van is gemaakt: het is niet de beker die Christus gebruikt zou hebben bij het Laatste Avondmaal, noch de kelk waarin Zijn bloed werd opgevangen, noch iets anders. Wel ligt bij Chrétien de basis van deze latere interpretaties. Zo wordt in de stoet voor de maaltijd ook een "bloedende lans" meegedragen, die aan het kruisigingsverhaal lijkt te herinneren. Ook de hostie verwijst naar Christus en de eucharistie.

## Bewerkingen
De mysterieuze Perceval van Chrétien heeft niet alleen lezers, maar ook schrijvers en andere artiesten geïnspireerd. Al kort na het verschijnen van Chrétiens magnum opus doken de eerste bewerkingen op. De meeste van deze bewerkingen probeerden de Perceval, die in de ogen van het publiek "onaf" oogde, van een bevredigend slot te verzien. Er waren ook bewerkers die zich door de Perceval lieten inspireren tot een nieuw, origineel verhaal. In die laatste traditie staat ook de Middelnederlandse Ferguut.

### DeParzivalvan Wolfram von Eschenbach
Al kort na verschijning van de Perceval kwamen er alternatieve teksten met een gesloten einde. Het werk van de Duitse Wolfram von Eschenbach geldt als een geslaagde literaire bewerking. Hoewel hij in de inleiding van zijn Parzival beweert niet Chrétien de Troyes maar een zekere Kyot als bron te hebben gebruikt, wordt algemeen aangenomen dat de Perceval van Chrétien wel degelijk zijn voorbeeldtekst is geweest.
Chrétiens Perceval is door Wolfram relatief vrij bewerkt: niet alleen kwam er een bevredigend einde (Perceval verwerft de Graal), ook de rest van de vertelling is aanzienlijk uitgebreid. Percevals familiegeschiedenis is nu ook veel grondiger beschreven, waarschijnlijk om het hoofdpersonage en diens keuzes inzichtelijker te maken. Mede hierdoor is de Parzival van Wolfram op zichzelf komen te staan als een van de grote werken in de middeleeuwse literatuur.

### Overige bewerkingen
Een andere middeleeuwse bewerking die een eigen leven is gaan leiden is de Fergus van Guillarmes li Clers (Willem de Klerk), in het Nederlands beter bekend in de vertaling Ferguut. In dit verhaal probeert de eenvoudige boerenjongen Ferguut een serieuze ridder te worden, wat hem uiteindelijk lukt. Behalve dit motief - Ferguut is net als Perceval onervaren - zijn er andere motieven die verwijzen naar de Perceval, maar de Graal als zodanig speelt geen rol. In plaats van de Graal staat er de schone Galiene, het meisje dat Ferguut door zijn onervarenheid en ambitie verspeelt (zoals Perceval de Graal) en dat hij nadien gaat zoeken. De Ferguut heeft een gesloten einde.
Ook in de moderne tijd werd de Perceval geregeld bewerkt, ook in andere genres dan proza. De romantische dichter Alfred Tennyson gebruikte de Percevallegende voor zijn dichtbundel Idylls of the King. Door de moderne Franse auteur Julien Gracg werd de stof in Le Roi Pêcheur tot een toneelstuk bewerkt.

### Opera en film
Bij het grote publiek zijn het personage Percival en de mysterieuze Graal vooral bekend door verfilmingen rond het thema. Minstens zo bekend is de operabewerking van Richard Wagner, de Parsifal, het laatste werk van deze componist.
De eerste verfilmingen van de Perceval zijn registraties van Wagners Parsival. Andere verfilmingen refereren aan deze opera of zijn slechts losse bewerkingen. Een preciezere bewerking is de Franse film Perceval le Gallois van Éric Rohmer, uit 1978. De Duitse regisseur Hans-Jürgen Syberberg putte uit het werk van Chrétien en Wolfram voor zijn Parsival (uit 1982).
Van de vele vrije verfilmingen rond de Graal zijn vooral de Indiana Jonesfilms populair, en de klassieke parodie van Monty Python: Monty Python and the Holy Grail. Een van de mannen van Monty Python, Terry Gilliam, maakte een eigentijdse verfilming in The Fisher King (1991), waarin een van de hoofdpersonages Parry heet, een moderne verkorting van de naam van Chrétiens held. Perceval heeft ook een rol in het groots opgezette Excalibur van John Boorman uit 1981.

## Nederlandse vertalingen
- De graal, metrische vertaling op rijm door Ard Posthuma, 2006, ISBN 9789025353360
- Parsival of de geschiedenis van de graal, vertaald in proza door Konrad M. Sandkühler en Lambert van Looij, 2004, ISBN 9789062380671
- Perceval of het verhaal van de Graal, vertaald door René E.V. Stuip, 1979, ISBN 9789027421203